# 劉文島
刘文岛（1893年4月3日—1967年6月11日），字塵蘇，号率真，湖北省黄州府广济县人，中華民国政治家、CC派政治人物。

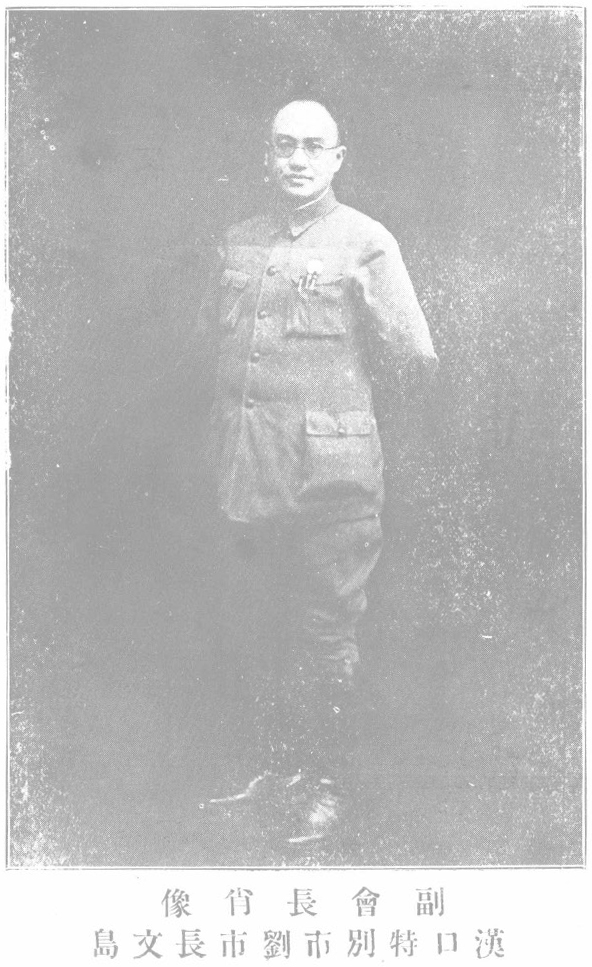

## 生平
刘文岛早年学习旧学，13歳時入湖北陸軍小学堂。在校期间，他加入革命派的秘密組織。後来，他升入武昌陸軍第三中学堂。1909年，入保定陸軍軍官学校第1期步兵科。辛亥革命爆发后，他赴上海参加革命派的軍队。
1913年二次革命爆发，劉文島参加革命派，二次革命敗北后流亡日本，入早稻田大学政治经济学部。1915年，袁世凱同日本签订二十一条，劉文島归国投入反对二十一条運動，随即被逮捕收监。翌年，袁世凯逝世后，劉文島获得释放，回到日本继续学业。
1918年，劉文島参加了梁啓超組織的欧洲視察团，後入巴黎大学法学部，1925年获法学博士。同年归国，赴長沙任湖南省長公署顧問。此后，他任武昌的私立中華大学教授，后转赴广東省，经蒋介石介绍加入中国国民党。1926年，任国民革命軍第八軍党代表兼前敵总指揮部政治部主任，参加北伐。北伐军攻占漢口後，历任中国国民党漢口特别市党部執行委員、湖北省臨時政治委員会委員、漢口市政委員会委員長。1926年末，任漢口市市長。1927年3月，因同中国共産党发生矛盾，被免去汉口市市長职务。以後，任国民革命軍总司令部政治部副主任，后来升任国民革命军总司令行轅总政治部主任。
1929年3月，劉文島当选中国国民党第三届候補中央執行委員。同年4月，再度出任漢口市市長。1931年5月，任湖北省政府民政厅厅長。同年10月，任駐德国全权公使，赴欧洲。同年11月，兼任駐奥地利全权公使。1933年9月，改任駐意大利全权公使，1934年10月升格为特命全权大使。1935年11月，当选中国国民党第四届候补中央執行委員。1937年12月归国。
抗日战争期间，劉文島任国防最高委員会委員。抗日战争结束後，任湖北、湖南、江西三省宣慰使。1946年5月，当选中国国民党第六届中央監察委員。
1946年8月劉文島率中央清查團抵台清查日產接受處理情形，接獲384件檢舉書函，離臺前於9月12日在臺北開記者會指貿易局長于百溪、專賣局長任維鈞貪污舞弊，已函請行政長官將2人予以行政處分、移送法辦，13日行政長官陳儀下令于、任2人停職，14日回函表示接受建議立即照辦，劉文島接獲復函後表示陳儀辦事公正，對陳表示敬意，之後于、任2人案件經檢察官偵辦，因罪嫌不足獲不起訴處分後，2人無意復職，辭職離臺。劉文島在台期間寄住於台灣省黨部主委李翼中家。
1947年3月，任中国国民党中央監察委員会常務委員。同年，任閩台清査团团長。1948年5月，任立法院立法委員、立法院外交委員会委員。第二次国共内战末期，劉文島轉往台湾，此後创办《健康長寿》月刊，并从事佛学研究。
1967年6月11日，刘文岛在台北市逝世。享年75岁（满74岁）。